# 고구 (고구려)
고구(高仇, ?~438년)는 삼국시대 고구려 제20대 장수왕의 측근으로 활동한 장수이다.

## 개요
성씨로 볼 때 고구려 왕족의 일원으로 추정되고 있다. 장수왕의 측근에서 활동한 장수이다.

## 같이 보기
- 장수왕